# Вандам-стріт
Вандам-стріт (англ. Vandam Street) — вулиця в нейборгуді Гадсон-сквер Нижнього Мангеттена в Нью-Йорку. Пролягає зі сходу на захід від Шостої авеню до Грінвіч-стріт.

## Історія
16 серпня 1966 року Комісія зі збереження визначних пам'яток Нью-Йорка визначила Вандам-стріт 9–29 частиною історичного району Чарльтон–Кінг–Вандам. Рішення включити вибрані будинки таке: «На Вандам-стріт номери 23, 25, 27 і 29 залишаються у стані, близькому до свого початкового стану. Їхні скатні дахи та мансардні вікна, їхні витончено продумані дверні прорізи та їх залізне кування має риси федерального стилю». Він відображає історію новоголландців і нью-йоркських голландців у заснуванні Нового Амстердама в 1609 році, що передувало англійським колонізаторам, які перейменували землю в Нью-Йорк у 1665 році.

## Видатні мешканці
- Леонтина Прайс з 1962 до 2013 року жила на Вандам-стрім 9.[2][3]